# Ana Maria Volponi
Ana Maria Volponi Freitas (Casa Branca, 29 de janeiro de 1966)  é uma ex-voleibolista indoor brasileira que  atuando na posição dentral, com marca de 295 de alcance no ataque e 285 cm no bloqueio, e defendeu a Seleção Brasileira desde as categorias de base, sagrando-se medalhista de ouro no Campeonato Mundial Juvenil de 1984 no Peru, ainda nesta categoria foi semifinalista no Campeonato Mundial Juvenil de 1985 na Itália e obteve a inédita medalha de ouro na edição de 1987 na Coreia do Sul e defendeu diversos clubes brasileiros.Pela seleção principal obteve duas medalhas de pratas no Campeonato Sul-Americano de 1985 na Venezuela e no Brasil no ano de 1989, mesmo resultado obtido nos Jogos Pan-Americanos de 1991 em Havana, acrescentando  a estas conquistas obteve o inédito bronze nos Jogos da Boa Vontade de 1990 nos Estados Unidos e disputou também pela seleção uma edição do Campeonato Mundial em 1990 na China.Em clubes conquistou a medalha de ouro na primeira edição do Campeonato Mundial de Clubes realizado no Brasil em 1991, também obteve o tetracampeonato no Campeonato Sul-Americano de Clubes nos anos de 1989, 1990, 1991 e 1992, Chile, Argentina e as demais no Brasil, respectivamente, além das pratas obtidas nesta mesma competição nos anos de 1986 e 1996, Bolívia e Peru, suas respectivas sedes e foi semifinalista no extinto Torneio Internacional Salonpas Cup em 2001 e medalhista de prata na edição do ano de 2002 e também neste mesmo ano obteve o vice-campeonato no Torneio Internacional Top Volley na Suíça. Ao final de sua carreira passou a exercer a função Líbero.

## Carreira
Ana teve uma infância marcada pela perda precoce de sua mãe quando tinha 6 anos de idade e teve seu primeiro contato com o voleibol ainda na fase escolar em Casa Branca.Aos 15 anos de idade aceitou o convite para competir pelo C.A.Paulistano e dois anos depois perdeu seu pai e a convivência com as ex-atletas Fernanda Emerick e Ana Gomes, que a incentivaram por um caminho saudável.
Serviu a Seleção Brasileira no Campeonato Sul-Americano Juvenil de 1984, camisa#8, sediado em Iquitos-Peru, desta vez obteve sua primeira medalha de ouro a nível continental.Em 1985 atuou na Seleção Brasileira em preparação ao Campeonato Mundial Juvenil, quando convocada pelo técnico Marco Aurélio Motta, técnico da categoria juvenil, e esta base foi enviada para disputar o  Campeonato Sul-Americano Adulto de Caracas-Venezuela e vestindo a camisa#5 conquista ou o vice-campeonato.E no  referido Campeonato Mundial Juvenil, cuja sede foi em Milão-Itália,  foi semifinalista, encerrando na quarta posição.
Ana foi convocada pelo técnico Jorjão para seleção principal em preparação para o Campeonato Mundial da ex-Tchecoslováquia de 1986, época que já era atleta da Pirelli/Santo André  e conquistou por este clube a medalha de prata no Campeonato Sul-Americano de Clubes de 1986 em La Paz-Bolívia.
No ano seguinte compos a representação da Seleção Brasileira, vestindo a camisa#8, mas desta vez foi na categoria juvenil e na fase preparatória foi vice-campeã do Torneio Internacional da Europa de 1987 e fez parte da equipe que conquistou a medalha de ouro no Campeonato Mundial Juvenil realizado em Seul-Coreia do Sul , sendo a primeira do país nesta categoria na modalidade feminina sob o comando do técnico Marco Aurélio Motta.
Ela passou  ser atleta do Lufkin/RJ, cujo departamento de voleibol deixava   Sorocaba-SP e passou atuar no Rio de Janeiro; e novamente sob o comando de Marco Aurélio Motta que formou a equipe com jogadoras campeãs mundiais juvenis e sagrou-se campeã do Campeonato Carioca de 1987 e obteve o título do Campeonato Brasileiro neste mesmo ano.
Transferiu-se para em 1988 para Sadia E.C  e por este clube conquistou o tricampeonato nas edições do Campeonato Sul-Americano de Clubes nos anos de 1989, 1990 e 1991, cujas sedes foram  em Santiago-Chile, Buenos Aires-Argentina e Ribeirão Preto-Brasil, tricampeã paulista consecutivamente nos anos de 1988, 1989 e 1990, de maneira análoga obteve o tricampeã da Liga Nacional nas temporadas 1988-89, 1989-90 e 1990-91 e alcançou o  título do I Campeonato Mundial de Clubes de 1991, realizado em São Paulo-Brasil.
Em 1989  voltou a servir a Seleção Brasileira na conquista do vice-campeonato no Campeonato Sul-Americano, esta vez tal feito obtido em Curitiba-Brasil.No ano seguinte foi novamente convocada para Seleção Brasileira em preparação ao Campeonato Mundial desse ano e  conquistou o inédito bronze no Jogos da Amizade (Goodwill Games) sediado em Seatle-Estados Unidos.
Ainda visando a preparação para o referido Campeonato Mundial de 1990 em Pequim-China, conquistou o título do Torneio Internacional da Alemanha Oriental de 1990, e os vice-campeonatos da Copa Internacional Chinilin em Zerblovisk-Rússia, e da Copa Internacional de Reggio Calabria na Itália e neste fez parte da equipe que alcançou a sétima posição no supramencionado mundial sob o comando do  técnico Inaldo Manta .
Representou a Seleção Brasileira na edição dos Jogos Pan-Americanos de 1991 em Havana-Cuba.Na jornada esportiva 1991-92 representou a Blue Life /Recra.Defendeu as cores do Colgate/São Caetano e conquistou seu tetracampeonato no Campeonato Sul-Americano de Clubes de 1992 , este sediado em São Caetano do Sul-Brasil, além do título da Copa Brasil de 1992, e neste mesmo ano foi vice-campeã do Campeonato Paulista, mesma colocação obtida na Liga Nacional 1992-93.
Renovou com Colgate/São Caetano para disputar as competições do calendário esportivo seguinte e transferiu-se para a Nossa Caixa/Recra na temporada 1994-95  e na correspondente  Superliga Brasileira A alcançou o quarto lugar.
Reforçou nas competições de 1995-96 o Transmontano/J.C.Amaral comandada pelo técnico Chico dos Santos, conquistando o título do Campeonato Paulista Metropolitano de 1995 e encerrou na quarta posição por este clube na Superliga Brasileira A 1995-96 e por este clube participou na conquista da medalha de prata no Campeonato Sul-Americano de Clubes de 1996 em Lima-Peru.
Com contrato renovado com patrocinador representou o J.C. Amaral/Recra e  obteve o título dos Jogos Abertos do Interior neste mesmo ano e do Campeonato Paulista.E novamente alcançou a quarta posição na Superliga Brasileira A 1996-97.
Atuou no período seguinte pelo Rexona/PR conquistando o título da Superliga Brasileira A 1997-98 e foi eleita a Melhor Defensora da edição.No início da Superliga Brasileira A 1998-99 , aos 31 anos de idade, Ana já estava grávida de gêmeas  e foi substituída na temporada, sendo totalmente amparada pelo clube paranaense durante sua licença maternidade,antes assumia a condição de capitã da equipe.
Em 1999 nascem suas filhas Mariana e Beatriz, frutos do casamento com o ex-basquetebolista Fábio Giordan e regressou a atividade  no mesmo ano e exerceu a função de Líbero no Campeonato Carioca de 1999 conquistando o título e disputou a Superliga Brasileira A 1999-00 por este clube e alcançou o título desta edição.Não renovou com o Rexona/PR para temporada 2000-01 sendo contratada pelo São Caetano E.C. e por este disputou o Campeonato Paulista de 2000 e disputou a Superliga Brasileira A 2000-01 quando finalizou na sexta posição.
Reforçou a equipe da MRV/Minas   e foi semifinalista na primeira edição do extinto Salonpas Cup de 2001 em Salvador, encerrando na quarta colocação]] e por esta equipe disputou a Superliga Brasileira A 2001-02 conquistando seu heptacampeonato nacional.Pelo MRV/Minas permaneceu na temporada seguinte e  com a parceria do patrocinador representou  o MRV/São Bernardo  no Campeonato Paulista de 2002.
Ainda pelo MRV/Minas conquistou o vice-campeonato do Torneio Internacional Top Volley, na época chamado de IX Precon Top Volley International, em 2002 na Basileia-Suíça;e no mesmo ano disputou a Salonpas Cup em  Fortaleza-CE e conquistou a medalha de prata e foi premiada como a Melhor Recepção do torneio a Superliga Brasileira A 2002-03 encerrando com vice-campeonato.
Ana Volponi jogou a partida final  da Superliga anteriormente citada com uma infiltração no joelho e pretendia encerar a carreira e  em dezembro deste ano foi contratada para substituir a líbero da  Rexona-Ades/PR no início da Superliga Brasileira A 2003-04, nesta jornada recebeu apoio das companheiras de quadra que  ajudavam levar as gêmeas para escola, ao teatro, apoio principalmente dado pela jogadora Elisângela Oliveira  e neste período o clube transferiu o projeto para o  Rexona-Ades e disputou a Superliga Brasileira A correspondente alcançando o bronze nesta edição.
Dedicou-se  22 anos ao voleibol como atleta encerrou a carreira em 2004 e não foi o fato de ser mãe de gêmeas que pesou em sua decisão para aposentadoria e sim o físico que a limitava após ter sido submetida a seis procedimentos cirúrgicos nos seus joelhos.Após aposentadoria foi convidada em 2005 para ser coordenadora do projeto de voleibol no Instituto Compartilhar, justamente no núcleo de Casa Branca, sua cidade natal.
Voltou atuar como jogadora na Categoria Master e em 2011 conquistou título do Lady Master Chile em Santiago- Chile, pela equipe do  Círculo Militar do Paraná (Categoria 35+). Suas filhas Mariana e Beatriz passaram a trilhar nas categorias de base do Círculo Militar/Expoente e  nas arquibancadas acompanha os jogos que participam e em 2014 sua filha Mariana foi convocada para Seleção Brasileira na categoria infantil.

## Títulos e resultados
- Torneio Internacional da Alemanha Oriental:1990[11]
- Torneio Internacional da Europa:1987[11]
- Copa Internacional Chinilin:1990[11]
- Copa Internacional de Reggio Calabria:1990[11]
- Campeonato Mundial Juvenil :1985[6]
- Salonpas Cup: 2001[50]
- Campeonato Brasileiro:1987,1988-89, 1989-90, 1990-91[15],1997-98, 1999-00[8], 2001-02[29]
- Campeonato Brasileiro:1992-93[15] 2002-03[29]
- Campeonato Brasileiro:2003-04[29]
- Campeonato Brasileiro: 1994-95, 1995-96, 1996-97[29]
- Copa Brasil:1992
- Jogos Abertos do Interior de São Paulo:1996
- Campeonato Paulista:1988, 1989, 1990, 1996
- Campeonato Carioca:1987[14] e 1999[42]
- Campeonato Paulista Metropolitano: 1995

## Premiações individuais
- MVP do Lady Master de 2011[67]
- Melhor Recepção do Salonpas Cup de 2002[59]
- Melhor Defensora da Superliga Brasileira A 1997-98[8][38]